# Дом Хек
Дом Хек (нем. Haus Heck) — историческое здание в районе Верден немецкого города Эссен (федеральная земля Северный Рейн-Вестфалия). Здание расположено на улице Heckstraße.

Дом Хек представляет собой практически квадратное в плане здание площадью 11,85 × 11,85 м с пристроенной с юго-восточной стороны круглой башней.

## История

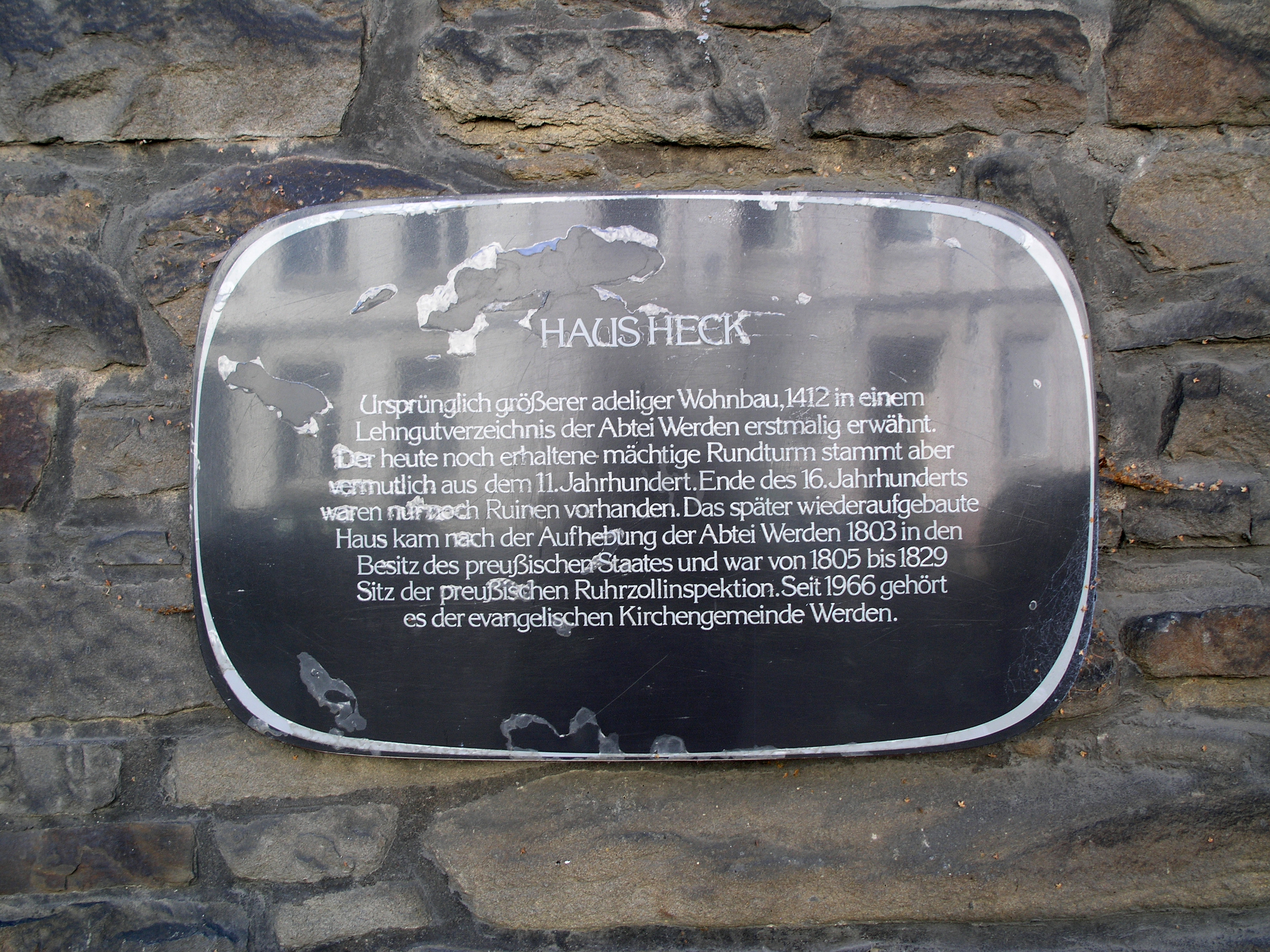
Мемориальная табличка на Доме Хек

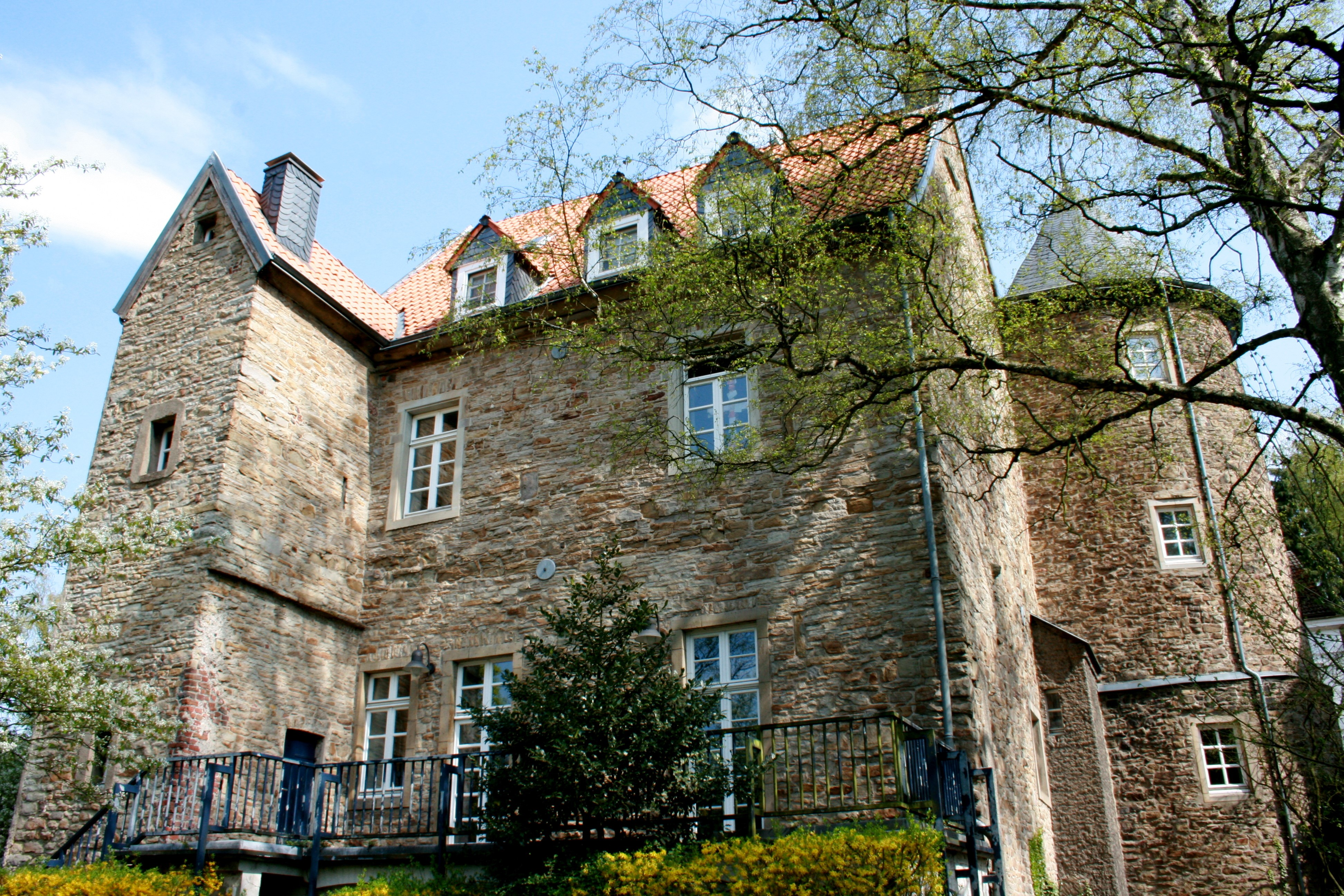
Вид с западной стороны

Точная дата постройки Дома Хек неизвестна. Первое письменное упоминание о нем относится к 1390 году, где Дом Хек упоминается как дом рыцаря Хеге (нем. Hecghe) (нем.). Первое же упоминание о рыцаре Генрихе фон Хеге относится к 1259 году.

В 1412 году Дом Хек вновь упоминается в каталоге Верденского аббатства. При этом в документе четко описывается функция здания как части оборонительной стены Вердена.

В 1498 году Дом Хек, как и большинство других сооружений в Вердене, был уничтожен пожаром. На карте 1581 года Дом Хек фигурирует как руина замка Хеге. В 1599 году Дитрих фон Ховен и его супруга Маргарет фон Ёфте начинают восстановление здания. Тем не менее на гравюре Маттеуса Мериана, выполненной в 1647 году, здание изображено все еще находящемся в руинах.

В 1669 году здание приобретает для нужд монастыря аббат Адольф фон Боркен. В 1803 году в ходе медиатизации, проходившей под руководством наполеоновского министра Талейрана, Верденское аббатство было секуляризировано, а Дом Хек с 1805 до 1829 году служил зданием управления таможенного досмотра на Руре.

В 1829 году Дом Хек за 3000 талеров выкупил у прусского правительства текстильный промышленник Матиас Визе. Дом Хек находился в собственности семейства Визе до 1960 года, когда его выкупил католический приход Вердена, который в свою очередь в 1966 году продал его Евангелическому приходу.

В 1980—1981 годах в Доме Хек были проведены реставрационные работы, после чего он используется в качестве Евангелического общественного центра.

## Примечание
1. ↑  D. Hopp: Burgen in Werden, стр. 204.